# Remington Model 7600
El Remington Model 7600 es una modelo de rifle de percusión central de mecanismo de bombe fabricado por Remington Arms . El Modelo 7600 es una progresión del rifle de acción de bomba Modelo 760 original que Remington produjo entre 1952 y 1981. La producción del Model Six comenzó en 1981 y se suspendió en 1987. La producción del Sportsman modelo 76 comenzó en 1985 y se suspendió en 1987. La producción del modelo 7600 comenzó en 1987 hasta la actualidad.

## variantes
A continuación las diferentes variantes del Modelo 7600 que Remington ha fabricado a lo largo de los años.
Modelo 7600
Introducido en 1981, la versión estándar cuenta con una culata de madera de nogal convencional.
Modelo 7600 Sintético
Introducido en 1998, el modelo sintético es idéntico al 7600 estándar pero con culata sintética.
Modelo 7600 Carbine
Reintroducida en 1987, la versión de carabina está disponible en .30-06 equipada con un cañón de 18,5 plg (47,0 cm).
Modelo 7600 Propósito especial
Producido entre 1993 a 1994, el modelo de propósito especial presentaba una culata de nogal con acabado mate, un acabado negro mate y huachas giratorias para la correa.
Rifle de patrulla modelo 7600P
Introducido en 2002, el rifle de patrulla modelo 7600P en .308 Win con un sistema de mira avanzado. Respondiendo a la demanda de un rifle de patrulla fácil de usar y de perfil bajo, Remington ahora ofrece este rifle duradero de acción de bombeo para uso estándar. Cuenta con una culata sintética negra y alza marca Wilson Combat .
Rifle de patrulla policial modelo 7615
El modelo 7615P viene en calibre .223 Remington, utiliza cargadores STANAG estándar M16/ AR-15 y tiene un cañón de 16½". Al igual que el Modelo 7600P, el Modelo 7615P está diseñado para ser un arma de fuego de bajo perfil y fácil de usar para que los oficiales de policía la usen junto con la escopeta Remington Modelo 870 .